# Bouet
Bouet er et kvarter i Nørresundby seks kilometer nordøst for Aalborg Centrum. Kvarteret ligger i det østlige Nørresundby.
Bouet består primært af en række store vejsammenføringer og industriområde. Nordjyske Motorvej bliver ved Bouet delt i Frederikshavnmotorvejen og Hirtshalsmotorvejen. Via. Thistedgrenen er der forbindelse til Høvejen. Hjørringvej (den gamle hovedvej) passerer også gennem Bouet.